# Prisma di Herschel
Il prisma di Herschel è un prisma, che prende nome da John Herschel (figlio dell'astronomo William Herschel), usato in astronomia per permettere una sicura e poco alterata osservazione del Sole tramite un telescopio. La presenza di tale prisma rende superfluo l'uso di filtri solari aggiuntivi.
Il principio di funzionamento si basa sull'angolo di pochi gradi del prisma che disperde la maggior parte della luce lasciandone passare una piccola percentuale senza alterare eccessivamente il fronte d'onda; ottenendo quindi un'immagine più definita rispetto all'alternativa del filtro solare.